# Materialisme
Materialisme er både en betegnelse for en generel livsstil og for en bestemt holdning i forbindelse med en filosofisk debat. Den førstnævnte form for materialisme kaldes af og til forbrugsmaterialisme (konsumisme). Den anden form for materialisme er den filosofiske materialisme, som siger, at der kun eksisterer materielle ting og fysiske processer.
En forbrugsmaterialist er ikke nødvendigvis en filosofisk materialist, da vedkommende godt kan tro på, at der findes ikke-materielle fænomener, men blot har fravalgt at opsøge sådanne. Omvendt lever nogle filosofiske materialister et spartansk liv.
At leve et liv, der lægger vægt på penge, materielle ting og ejendom, er at leve materialistisk. Dette står i modsætning til f.eks. spiritualitet, åndelighed og religiøsitet. Filosofisk materialisme udelukker dog ikke åndelighed, hvis den blot findes inden for materialismen.

## Filosofisk materialisme
Filosofisk materialisme kan defineres som overbevisningen om, at kun det, der kan sanses, eksisterer, og at det, der sanses, er materielt. Som det er tilfældet i mange af den moderne fysiks eksperimenter, behøver en sansning dog ikke at være direkte.
Materialisme og idealisme er hinandens modsætninger. Men materialismen mener ikke, at materie og ideer er hinandens modsætninger, da ideer ifølge materialismen er materielle: De dannes jo ved noget materielt, nemlig ved kroppen og kropslige processer.
Begreberne materie og masse dækker ikke helt det samme. Den moderne fysik har sandsynliggjort, at materie undertiden ikke har masse.

## Materialisme og teisme
Flere af de antikke skoler i filosofi var materialistiske, samtidig med at de troede på guds (eller flere guders) eksistens. Guderne blev opfattet som materielle, og også tit opfattet som havende materielle ophav, næsten ligesom menneskene. Både stoikerne og Epikur (for så vidt som de var materialister, og ikke bare var mekanister) havde dette synspunkt, dog med den forskel, at stoikerne opfattede guderne som aktive, mens epikuræerne opfattede dem som tilbagetrukne og uinteresserede i resten af virkeligheden. Ateisme og materialisme var altså ikke det samme i hele filosofiens historie.

## Dialektisk materialisme
Materie defineres ikke nødvendigvis som "det der har udstrækning". Det ses blandt andet hos stoikeren Kleanthes, der opfattede materien som aktiv og levende - og dermed tillagde den flere egenskaber end udstrækning. Både bevægelse (energi ) og udstrækning anses af mange materialister for at være blandt materiens nødvendige værens-egenskaber. At kunne danne levende helheder, at kunne danne liv, anses for at være en central egenskab ved materien.
Carlo H. Hansen giver (i Fysikkens elendighed) en meget kompakt definition af dialektisk materialisme: Der er aldrig materie uden bevægelse, og der er aldrig bevægelse uden materie. Første del af definitionen er dialektikken, og anden del af definitionen er materialismen.
Nogle materialister mener, at den eneste mulige materialisme er den dialektiske materialisme, forstået på den måde, at kun den har tilstrækkelig forklaringskraft angående de fænomener, mennesket møder og kan møde.
Lenin definerer vulgærmaterialismen som den fejltagelse, at subjektet forveksler sansernes genspejling (i subjektets sind) af de objektive materielle fænomener med de objektive materielle fænomener selv. Et eksempel er den fejltolkning, at lys (sådan som vi umiddelbart oplever lys) også er sådant som objektivt fænomen, og ikke bølger/partikler.
Mao Zedong siger, at der aldrig er noget i vor bevidsthed, der ikke er kommet gennem sanserne. Det ordrette citat (fra Om Praksis) er: "Al erkendelse udspringer fra de indtryk, som menneskets sanseorganer modtager fra den objektivt eksisterende verden".
Ifølge Mao behøver sansningen ikke at være ens egen sansning, men kan være overbragt af andre. Meget af den enkelte persons viden stammer jo både fra den enkeltes egne erfaringer og fra bøger, TV, foredrag, samtaler, osv.
Indenfor empirisme er grundsætningen: Al erkendelse stammer fra erfaringen.
Praksiskriteriet er grundlaget for den dialektiske materialistiske erkendelsesteori. Friedrich Engels siger, at udfaldet af vore handlinger afgiver bevis for vore iagttagelsers overensstemmelse med de iagttagne tings objektive natur. Karl Marx siger: At stille spørgsmålet, "om der tilkommer den menneskelige tænkning objektiv sandhed" isoleret fra praksis, er skolastik. Menneskets tænkning er altså ikke en passiv tilskuer, men en aktiv deltager i samspil med andet, og derfra stammer dens praktiske erfaringer.
I "Materialisme og Empiriokriticisme" forsvarer Lenin sin materialismeopfattelse imod det kritiske spørgsmål: Hvorfra ved vi at der er noget virkeligt (noget som eksisterer) uafhængigt af vores bevidsthed og vor sansning? At materien har en eksistens, der er uafhængig af os, følger jo ikke med nødvendighed af definitionen på materialisme. Spørgsmålet sigter ikke til, at bevidsthedens og sansningens tilstedeværelse og aktivitet gør materien anderledes end den ville være uden dem. Spørgsmålet sigter til, hvorfra vi i det hele taget ved, at materien virkelig eksisterer uafhængigt af os.
Lenins svar var kort: Vi ved, at der eksisterer noget virkeligt uafhængigt af vores bevidsthed og erfaring, fra vores praksis, og kun fra den.
Ifølge de fleste tilhængere af dialektisk materialisme bør materialismen have et praktisk sigte, såsom at vejlede arbejdere og bønder i at forandre samfundene i kommunistiske retninger, at påvise og modvirke fremmedgjorthed (alienation), og at støtte fremstilling og forbrug. Det vil sige, at fremstillingsmaterialisme (produktionsmaterialisme), forbrugsmaterialisme (konsummaterialisme) og filosofisk materialisme har, og bør have, mange og væsentlige overlap.

## Dagligdagens materialisme
Følgende udtryk benyttes til en vis grad i flæng: "dagligdagsmaterialisme", "folkets materialisme" og "almindelig materialisme". Det er især: praksisserne at spise, at dyrke sex, at avle børn og at arbejde.

## Mekanisk materialisme
Mekanisk materialisme er den materialisme, som bl.a. Newton og Laplace påbegyndte. Det er en strengt deterministisk materialisme, der sigter mod at formalisere/algoritmisere alt. Den blev kritiseret af materialisten Engels (i "Naturens Dialektik"), som kaldte dens forestilling om, at der kan være noget materielt uden forandring eller bevægelse, for en fri feberfantasi, og for at nægte den objektive virkelighed af tilfældighed. Engels anså tilfældighed og nødvendighed (determinisme) for at være to sider af den samme mønt. Mao Zedong opremser følgende kendetegn ved den mekaniske materialisme: "Den betragter enhver ting som isoleret, statisk og entydig. Den anser alle ting i universet, deres former og deres arter, for at være evigt isolerede fra hinanden og evigt uforanderlige. Den forandring, der finder sted, kan kun være en kvantitativ formindskelse eller forøgelse eller stedforandring. Derudover ligger årsagen til en sådan formindskelse, forøgelse eller stedforandring ikke i tingene selv, men uden for dem, dvs. at de skyldes ydre kræfters indvirkning".
De, som hævder, at mekanisk materialisme er hele materialismen, må så mene, at f.eks. dialektisk materialisme ikke er ægte materialisme.
Ved fremkomsten af kvantemekanikken opgav de fleste fysikere dog det strengt deterministiske natursyn, for nogles vedkommende dog uden at opgive materialismen (som så ikke længere kunne være en mekanisk materialisme).

## Materialisme og det psykofysiske problem
Nogle ikke-materialister stiller ofte spørgsmålet, om materialister ikke benægter virkeligheden af deres egen bevidstheder.
Hertil svarer materialisterne, at bevidstheden er noget materielt. Den dannes jo ved noget materielt - ved kroppen og kropslige processer.
Hvert menneske kender kroppen, dvs. sig selv, uden om sansningerne. Det er også et eksempel på, at definitionen af materialisme som "at kun det, der kan sanses, er virkeligt" er for snæver. Definitionen "at det, vore sanser kan give os oplysninger om, er virkeligt" er bedre og mindre snæversynet.
Nogle materialister hævder, at Spinozas monisme med god grund kan fortolkes som en materialistisk monisme, og at der med denne lære er givet en materialistisk løsning på det psykofysiske problem. Se Det psykofysiske problem#Dobbeltaspektteorien.
Sådanne materialister anser Gud og Altet (som anses for at være materielt) for at være ét og det samme. Ifølge Engels var Spinoza materialist og ateist, så hans brug af ordet Gud har ikke meget at gøre med det ords betydning i religionerne. Hos Spinoza bruges ordet Gud blot til at udtrykke, at materien anses for at være et bevidst væsen.

## Kritik af Materialismen
Ifølge Hegel er filosofi læren om det universelle, og han hævdede, at det universelle aldrig kan være andet end en idé. Han konkluderede deraf, at materialismen var umulig som filosofi. For Hegel var spørgsmålene blandt andet: Hvad er egenskaberne/kendetegnene ved selve de fænomener, hvorom man bruger ordene universel/generel/almen/fælles? (Disse ord bruges i mange sammenhænge med omtrent den samme betydning). Hvad kan der siges generelt om det generelle (det som har egenskaben at være generel)? Ordet ”generel” kan her oversættes til: ”det som danner alt”. Nogle materialister er enige med Hegel i, at filosofi er læren om det universelle; men de er uenige med ham i, at det generelle aldrig kan være andet end idé. De påpeger blandt andet, at f.eks. vore fælles biologiske, palæolitiske forfædre var materielle, og de har dannet os alle. Disse forfædre var altså generelle i denne sammenhæng.